# СФК Опава
Опава (на чешки: Slezský fotbalový club Opava a.s.) е чешки футболен клуб от едноименния град Опава, Моравско-силезки край. Създаден през 1907 г. Домакинските си срещи играе на „Градския стадион“ в Карвина с капацитет 7 550 места.
Състезава се в Фортуна лига – висшата дивизия на Чехия. Най-големият му успех е 6-о място през 1995/96. Финалист в турнира за Купата на Чехия през 2016/17. Участник в турнира за Купа Интертото през 1996 година.

## Предишни имена
| Години      | Име                                                                            |
| ----------- | ------------------------------------------------------------------------------ |
| 1907 – 1909 | „Троппауер ФБ“ Troppauer Fussballverein                                        |
| 1909 – 1939 | ДШФ „Тропау“ Deutscher Sportverein Troppau                                     |
| 1939 – 1945 | НСТГ „Тропау“ Nationalsozialistische Turngemeinde Troppau                      |
| 1945 – 1948 | СК „Слезан Опава“ Sportovní klub Slezan Opava                                  |
| 1948 – 1950 | „Сокол Слезан Опава“ Sokol Slezan Opava                                        |
| 1950 – 1953 | ЗСЕ СПЕП „Опава“ Základní sportovní jednota Svaz průmyslu jemného pečiva Opava |
| 1953 – 1954 | ТЕ „Искра Опава“ Tělovýchovná jednota Jiskra Opava                             |
| 1954 – 1955 | ТЕ „Татран Опава“ Tělovýchovná jednota Tatran Opava                            |
| 1955 – 1958 | ДСО „Баник Опава“ Dobrovolná sportovní organizace Baník Opava                  |
| 1958 – 1990 | ТЕ „Острой Опава“ Tělovýchovná jednota Ostroj Opava                            |
| 1990 – 1994 | ФК „Острой Опава“ Fotbalový klub Ostroj Opava                                  |
| 1994 – 1998 | ФК „Каучук Опава“ Football Club Kaučuk Opava                                   |
| 1998 -      | СФК „Опава“ Slezský fotbalový club Opava                                       |

## Отличия
в  Чехия: (1993-)
- Фортуна лига: (1 ниво)
  - 6-о място (1): 1995/96
- Купа на Чехия:
  -  Финалист (1):: 2016/17
- Футболна национална лига: (2 ниво)
  -  Шампион (1): 2017/18
- Моравско-силезийска футболна лига: (3 ниво)
  -  Шампион (2): 2010/11, 2013/14
- Шампионат на Моравско-силезийски регион: (5 ниво)
  -  Шампион (1): 2005/06

в  Чехословакия: (1945 – 1993)
- Областно състезание-Опавска област: (3 ниво)
  -  Шампион (1): 1952 (ДСО Баник Опава)
- Регионално състезание-гр.В: (3 ниво)
  -  Шампион (2): 1953, 1954 (ДСО Баник Опава)
- II. ЧНФЛ – гр. B: (3 ниво)
  -  Шампион (1): 1984/85
- Регионално първенство Острава/Дивизия Д: (4 ниво)
  -  Шампион (2): 1957/58, 1971/72

- Купа на Чехословакия:
  -  Носител (1): 1981/82
  -  Финалист (1):: 1979/80, 1980/81, 1982/83,